# Cuisine baléare

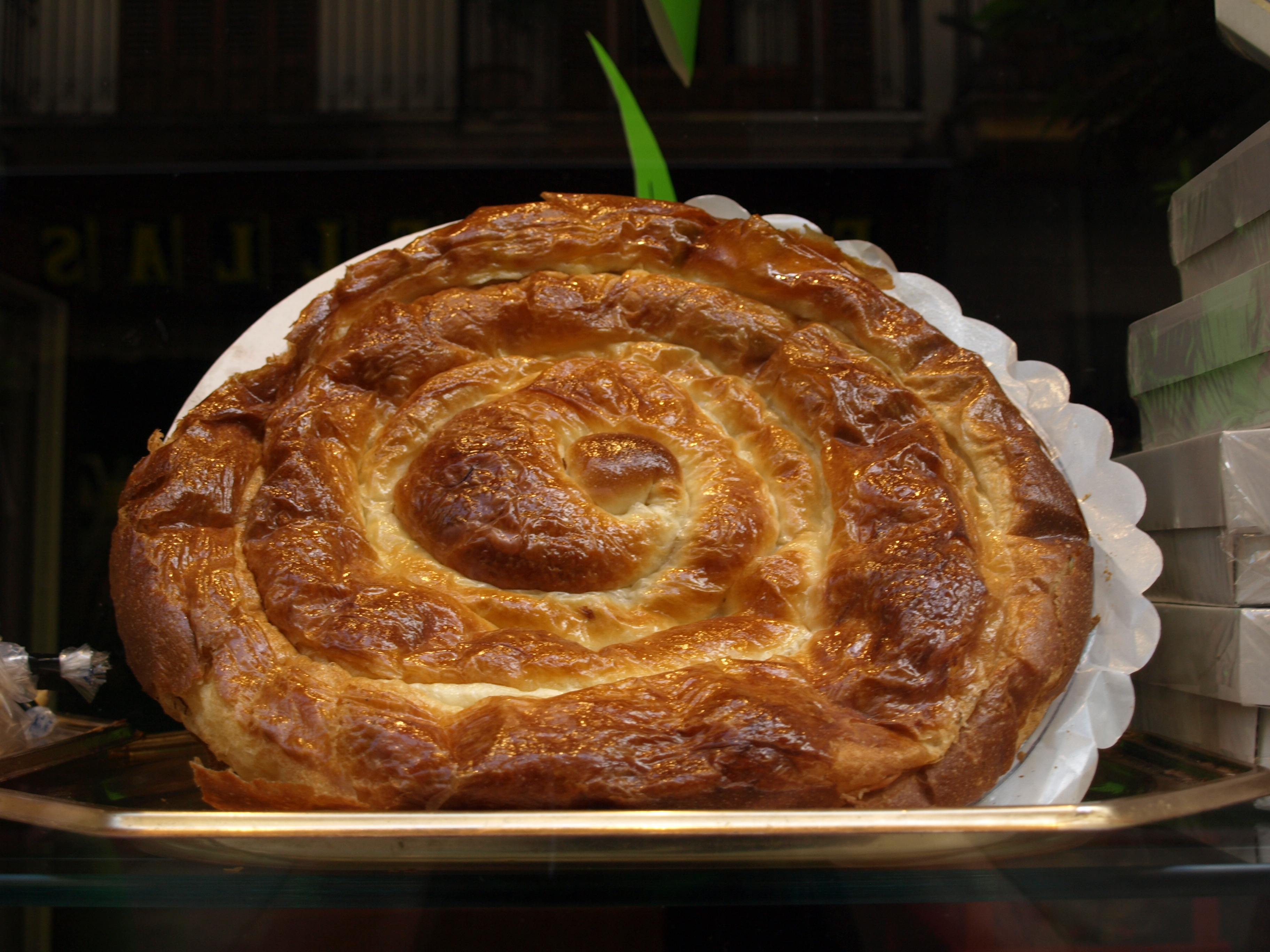
Ensaimadas.

La cuisine baléare est la cuisine traditionnelle des îles Baléares, qui a de nombreux points de contact avec les cuisines catalane et valencienne. Elle est de caractère purement méditerranéen. Les îles ont été conquises à plusieurs reprises au cours de leur histoire par les Arabes, les Français et les Anglais, qui ont laissé certaines influences culinaires.
Les premiers rapports sur la gastronomie des Baléares apparaissent au XVe siècle, mais la personne la plus soucieuse de donner un compte rendu complet de ce qu'elle a trouvé lors de ses visites dans les îles est peut-être l'archiduc Louis-Salvador de Habsbourg-Lorraine, qui a consacré une partie de son ouvrage Die Balearen à la gastronomie de l'île. Il distingue la cuisine rurale (plus primitive), basée sur le pain, les légumes et les fruits, qui composent de manière récurrente trois plats : soupes de choux, escudellas de habas et pa amb oli. Les maîtres des possessions ne mangeaient pas différemment des journaliers, mais ils accompagnaient les soupes d'œufs au plat, de sobrassada butifarra et de xulla. Le dimanche, ils mangeaient tous du riz au safran) et la cuisine de la ville (avec plus de variété dans la viande et le poisson, du pain blanc, peu de lait et beaucoup de chocolat avec des sucreries comme les ensaimadas et les cuartos).

## Plats

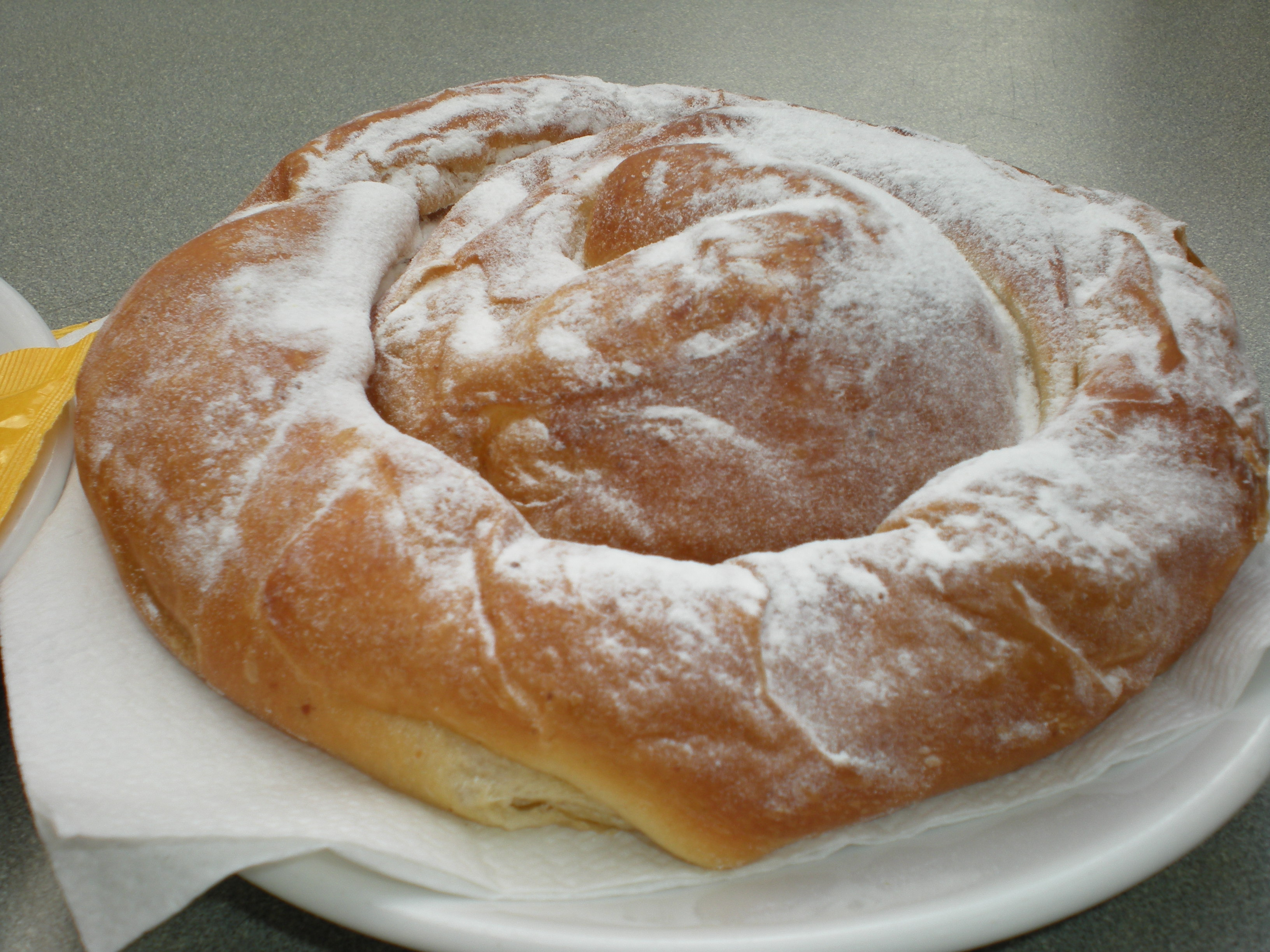
Une ensaimada.

Aujourd'hui, la soubressade majorquine et l'arroz brut (également de Majorque) sont bien connus dans le reste de l'Espagne. Parmi les plats notables, citons les soupes (majorquines et minorquines), le fromage de Mahón (au goût fumé), le gin de Mahón (pellofa) et la sauce qui porte le nom de la ville de Mahón : la mayonnaise (mahonesa). La cuisine des Baléares présente des subtilités telles que les œufs à la Sóller et les perdrix de Capellan. Parmi les plats cuisinés, citons le tumbet (viande ou poisson accompagné d'aubergines frites), le fri variat, la porcella et la greixonera dels darrers dies. Parmi les desserts, l'ensaimada se distingue.